# Campeonato Europeo de Remo de 2018
El XII Campeonato Europeo de Remo se celebró en Glasgow (Reino Unido) entre el 3 y el 5 de agosto de 2018 bajo la organización de la Federación Internacional de Sociedades de Remo (FISA) y la Federación Británica de Remo.
Las competiciones se realizaron en el canal de remo del lago Strathclyde Loch, al sudeste de la ciudad escocesa.

## Medallistas

### Masculino
| Evento                              | Oro | Plata | Bronce |
| ----------------------------------- | --- | --- | --- |
| Scull individual M1X (0.08)         | Kjetil Borch · Noruega · 6:49,95 | Mindaugas Griškonis · Lituania · 6:50,68 | Roman Röösli · Suiza · 6:52,06 |
| Doble scull M2X (0.08)              | Hugo Boucheron Matthieu Androdias Francia 6:10,21 | Ioan Prundeanu · Marian Enache · Rumania · 6:10,71 | Harry Leask Jack Beaumont Reino Unido 6:10,84 |
| Cuatro scull M4X (04.08)            | Filippo Mondelli · Andrea Panizza · Luca Rambaldi · Giacomo Gentili · Italia · 5:41,92                                                                                                   | Dovydas Nemeravičius · Saulius Ritter · Rolandas Maščinskas · Aurimas Adomavičius · Lituania · 5:43,40                                                                                                 | Szymon Pośnik · Maciej Zawojski · Dominik Czaja · Wiktor Chabel · Polonia · 5:43,88 |
| Dos sin timonel M2- (04.08)         | Martin Sinković · Valent Sinković · Croacia · 6:26,42 | Valentin Onfroy Théophile Onfroy Francia 6:27,40 | Marius Cozmiuc · Ciprian Tudosă · Rumania · 6:29,39 |
| Cuatro sin timonel M4- (04.08)      | Mihăiță Țigănescu · Cosmin Pascari · Ștefan Berariu · Ciprian Huc · Rumania · 5:54,34 | Thomas Ford Jacob Dawson Adam Neill James Johnston Reino Unido 5:55,71 | Benoît Demey Édouard Jonville Sean Vedrinelle Benoît Brunet Francia 5:56,49 |
| Ocho con timonel M8+ (0.08)         | Johannes Weißenfeld · Felix Wimberger · Maximilian Planer · Torben Johannesen · Jakob Schneider · Malte Jakschik · Richard Schmidt · Hannes Ocik · Martin Sauer (t) · Alemania · 5:27,48 | Vincent van der Want · Boudewijn Röell · Maarten Hurkmans · Simon van Dorp · Mechiel Versluis · Ruben Knab · Lex van den Herik · Freek Robbers · Diederik van Engelenburg (t) · Países Bajos · 5:29,51 | Vlad-Dragoș Aicoboae · Adrian Damii · Alexandru Matincă · Constantin Radu · Constantin Adam · Sergiu Bejan · Cristi-Ilie Pîrghie · Alexandru-Cosmin Macovei · Adrian Munteanu (t) · Rumania · 5:29,71 |
| Scull individual ligero LM1X (0.08) | Michael Schmid · Suiza · 6:54,93 | Martino Goretti · Italia · 6:56,30 | Samuel Mottram Reino Unido 6:57,18 |
| Doble scull ligero LM2X (0.08)      | Kristoffer Brun · Are Strandli · Noruega · 6:20,85 | Gary O'Donovan Paul O'Donovan Irlanda 6:22,84 | Stefano Oppo · Pietro Ruta · Italia · 6:23,32 |
| Cuatro scull ligero LM4X (04.08)    | Catello Amarante · Paolo Di Girolamo · Andrea Micheletti · Matteo Mulas · Italia · 6:01,01                                                                                               | Jiří Kopáč · Jan Vetešník · Milan Viktora · Jan Cincibuch · República Checa · 6:09,13 | Jorke Kooijenga · Koen van Brussel · Bart Lukkes · Ward van Zeijl · Países Bajos · 6:10,54 |

### Femenino
| Evento                              | Oro | Plata | Bronce |
| ----------------------------------- | --- | --- | --- |
| Scull individual W1X (0.08)         | Jeannine Gmelin · Suiza · 7:31,15 | Magdalena Lobnig · Austria · 7:32,62 | Diana Dymchenko · Ucrania · 7:32,67 |
| Doble scull W2X (04.08)             | Hélène Lefebvre Élodie Ravera-Scaramozzino Francia 6:55,99 | Roos de Jong · Lisa Scheenaard · Países Bajos · 6:56,29 | Milda Valčiukaitė · Ieva Adomavičiūtė · Lituania · 6:56,54 |
| Cuatro scull W4X (04.08)            | Agnieszka Kobus-Zawojska · Marta Wieliczko · Maria Springwald · Katarzyna Zillmann · Polonia · 6:20,92 | Daryna Verjohliad · Olena Buriak · Anastasiya Kozhenkova · Yevheniya Dovhodko · Ucrania · 6:23,86                                                           | Olivia van Rooijen · Karolien Florijn · Sophie Souwer · Nicole Beukers · Países Bajos · 6:24,95                                                                                           |
| Dos sin timonel W2- (04.08)         | Mădălina Bereș · Denisa Tîlvescu · Rumania · 7:15,53 | Elsbeth Beeres · Laila Youssifou · Países Bajos · 7:17,34                                                                                                   | Alessandra Patelli · Sara Bertolasi · Italia · 7:17,86 |
| Cuatro sin timonel W4- (04.08)      | Yekaterina Sevostianova · Anastasiya Tijanova · Yekaterina Potapova · Yelena Oriabinskaya · Rusia · 6:39,97                                                                                               | Mădălina Hegheș · Iuliana Buhuș · Mădălina-Gabriela Cașu · Roxana Parașcanu · Rumania · 6:41,87                                                             | Olga Michałkiewicz · Joanna Dittmann · Monika Chabel · Maria Wierzbowska · Polonia · 6:42,58                                                                                              |
| Ocho con timonel W8+ (04.08)        | Ioana Vrînceanu · Viviana-Iuliana Bejinariu · Adriana Ailincăi · Maria Tivodariu · Beatrice-Mădălina Parfenie · Iuliana Popa · Mădălina Bereș · Denisa Tîlvescu · Daniela Druncea (t) · Rumania · 6:08,98 | Anastasia Chitty Rebecca Girling Fiona Gammond Katherine Douglas Holly Hill Holly Norton Karen Bennett Rebecca Shorten Matilda Horn (t) Reino Unido 6:10,09 | Elisabeth Hogerwerf · Marloes Oldenburg · Lies Rustenburg · José van Veen · Ymkje Clevering · Monica Lanz · Aletta Jorritsma · Carline Bouw · Dieuwke Fetter (t) · Países Bajos · 6:10,78 |
| Scull individual ligero LW1X (0.08) | Alena Furman · Bielorrusia · 7:41,60 | Laura Tarantola Francia 7:45,94 | Clara Guerra · Italia · 7:47,71 |
| Doble scull ligero LW2X (0.08)      | Marieke Keijser · Ilse Paulis · Países Bajos · 6:57,35 | Weronika Deresz · Joanna Dorociak · Polonia · 6:58,39 | Patricia Merz · Frédérique Rol · Suiza · 7:00,36 |

## Medallero
| Núm. | País            | Oro | Plata | Bronce | Total |
| ---- | --------------- | --- | ----- | ------ | ----- |
| 1    | Rumania         | 3   | 2     | 2      | 7     |
| 2    | Francia         | 2   | 2     | 1      | 5     |
| 3    | Italia          | 2   | 1     | 3      | 6     |
| 4    | Suiza           | 2   | 0     | 2      | 4     |
| 5    | Noruega         | 2   | 0     | 0      | 2     |
| 6    | Países Bajos    | 1   | 3     | 3      | 7     |
| 7    | Polonia         | 1   | 1     | 2      | 4     |
| 8    | Alemania        | 1   | 0     | 0      | 1     |
| 8    | Bielorrusia     | 1   | 0     | 0      | 1     |
| 8    | Croacia         | 1   | 0     | 0      | 1     |
| 8    | Rusia           | 1   | 0     | 0      | 1     |
| 12   | Reino Unido     | 0   | 2     | 2      | 4     |
| 13   | Lituania        | 0   | 2     | 1      | 3     |
| 14   | Ucrania         | 0   | 1     | 1      | 2     |
| 15   | Austria         | 0   | 1     | 0      | 1     |
| 15   | Irlanda         | 0   | 1     | 0      | 1     |
| 15   | República Checa | 0   | 1     | 0      | 1     |
|      | TOTAL           | 17  | 17    | 17     | 51    |